# Худа Полиця
Худа Полиця (словен. Huda Polica) — поселення в общині Гросуплє, Осреднєсловенський регіон, Словенія. Висота над рівнем моря: 367,9 м.